# Radiale gliacel

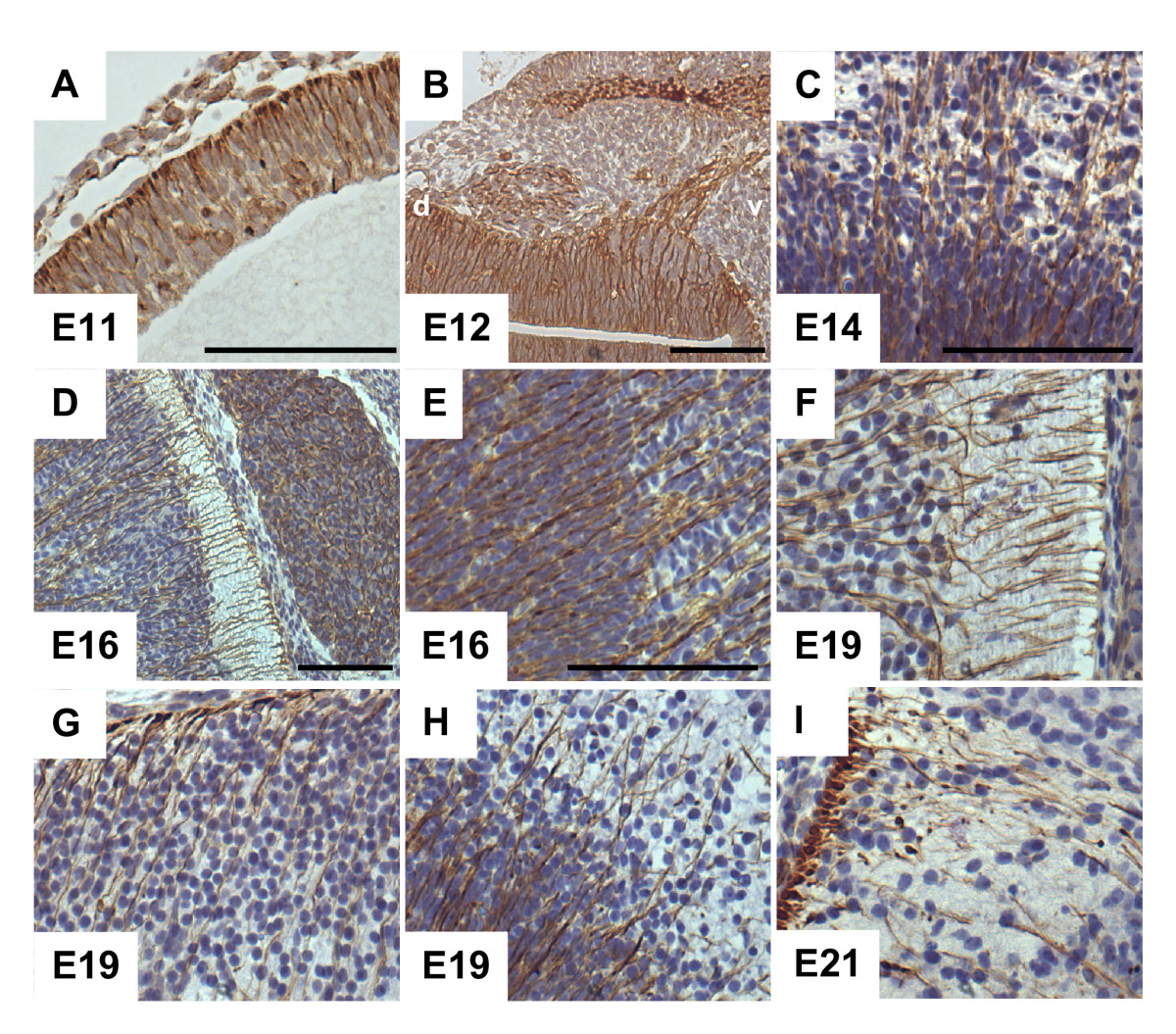
G-CSF receptorexpressie schetst duidelijk cellen van radiale gliacellen in de embryonale muizenhersenen. Van Kirsch et al., 2008.

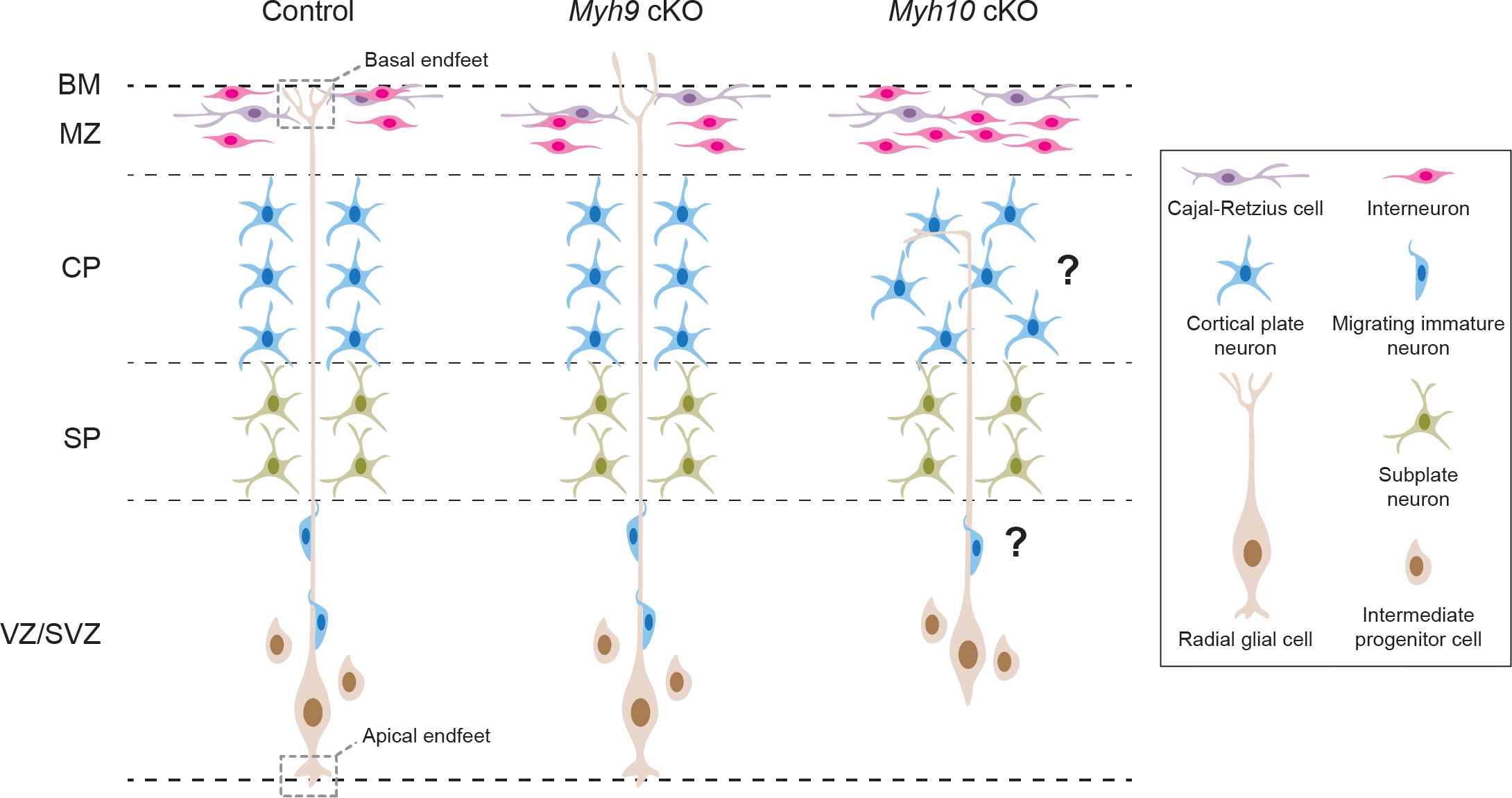
Migratie langs radiale gliacel. BM, basaalmembraan; CP, corticale plaat; MZ, marginale zone; SP, subplaat; VZ/SVZ, ventriculaire zone/subventriculaire zone; cKO, voorwaardelijke knock-out. Cajal-retziuscel. Interneuron

Radiale gliacellen (gliocytus radialis) of radiale gliale voorlopercellen (RGP's), zijn bipolair-vormige voorlopercellen die verantwoordelijk zijn voor de productie van alle zenuwcellen in de hersenschors. RGP's produceren ook bepaalde lijnen van een gliacel, waaronder astrocyten en oligodendrocyten. Hun perikaryon bevindt zich in de embryonale ventriculaire zone, die naast het zich ontwikkelende ventrikelstelsel ligt. Bij gewervelde dieren is de ventriculaire zone een tijdelijke embryonale weefsellaag die neurale stamcellen bevat, voornamelijk radiale gliacellen.. De ventriculaire zone is zo genoemd omdat het het ventriculaire systeem bekleedt, dat hersenvocht bevat. Het embryonale ventriculaire systeem bevat groeifactoren en andere voedingsstoffen die nodig zijn voor de juiste functie van neurale stamcellen.
Tijdens de ontwikkeling gebruiken pasgevormde zenuwcellen radiale gliacellen als ondersteuning, waarbij ze zich langs de radiale gliale zenuwvezels bewegen voor het bereiken van  hun eindbestemming. Ondanks de verschillende mogelijke lotgevallen van de radiale gliacelpopulatie, is aangetoond door middel van  analyse van de afstamming van de cellen, dat de meeste radiale gliacellen een beperkt, unipotent of multipotent lot hebben. Radiale gliacellen zijn aanwezig tijdens de neurogene fase bij alle gewervelde dieren.
De term "radiale gliacel" verwijst naar de morfologische kenmerken van deze cellen die voor het eerst werden waargenomen: namelijk hun radiale uitlopers en hun gelijkenis met astrocyten, een ander lid van de gliacelfamilie.

## Ontwikkeling
Radiale gliacellen ontstaan door de transformatie van neuro-ectodermcellen die de neurale plaat vormen tijdens de neurogenese in de vroege embryonale ontwikkeling. Dit proces wordt gemedieerd door de downregulatie van epitheel gerelateerde eiwitexpressie (zoals zonula occludens) en een up-regulatie van gliale specifieke kenmerken zoals glycogeenkorrels, de astrocyt GLAST-1 (GLutamate ASpartate Transporter 1), het intermediair filament vimentine, en in sommige gevallen, inclusief mensen, GFAP (Glial Fibrillary Acidic Protein).
Na deze overgang behouden radiale gliacellen veel van de oorspronkelijke kenmerken van neuro-ectodermcellen, waaronder: hun apicale-basale polariteit, hun positie langs de zijventrikels van de zich ontwikkelende hersenschors en de fasengewijze migratie van hun kernen afhankelijk van hun locatie in de celcyclus (genoemd “interkinetische nucleaire migratie”).

## Voorlopercellen

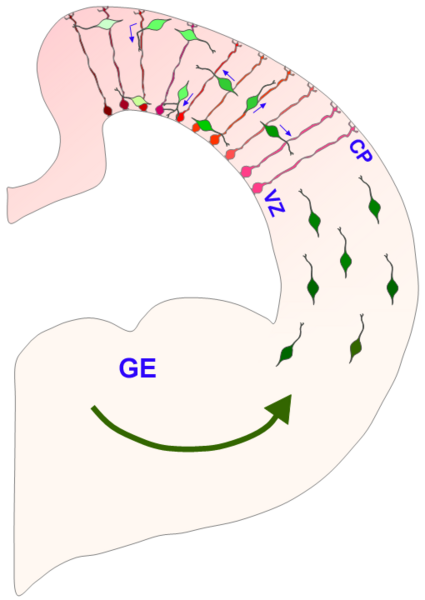
Interneuronen (in groen) migreren tangentiaal van de ganglion-eminentie (GE) naar de hersenschors (CP). Tangentieel migrerende interneuronen bewegen loodrecht op radiale gliacellen (rood). Radiaal migrerende interneuronen bewegen parallel aan radiale gliacellen. Ventriculaire zone (VZ).

Radiale gliacellen worden nu erkend als belangrijke voorloperrcellen in het ontwikkelende zenuwstelsel. Tijdens de late stadia van de neurogenese delen radiale gliacellen zich asymmetrisch in de ventriculaire zone, waarbij een nieuwe radiale gliacel wordt gegenereerd, evenals een postmitotische zenuwcel of een intermediaire voorloper (IPC) dochtercel. Intermediaire voorlopercellen delen zich vervolgens symmetrisch in de subventriculaire zone om zenuwcellen te vormen. Lokale omgevingssignalen zoals Notch- en fibroblastgroeifactor (FGF)-signalering, ontwikkelingsperiode en verschillende vermogens van een radiale gliacel om te reageren op omgevingssignalen hebben allemaal invloed op het type radiale gliacel en van radiale gliacellen afgeleide dochtercellen dat zal worden geproduceerd. FGF- en Notch-signalering reguleren de proliferatie van radiale gliacellen en de snelheid van neurogenese, wat de oppervlakte-expansie van de hersenschors en het vermogen ervan om oppervlaktewindingen te vormen die bekend staan als hersenwindingen (gyri) (zie gyrificatie) beïnvloedt.  Radiale gliacellen vertonen hoge niveaus van calciumtransiënte activiteit, die wordt overgedragen tussen radiale gliacellen in de ventriculaire zone en langs de radiale vezels in twee richtingen van/naar de corticale plaat. Een calciumtransiënt is het snel afnemen van extreem hoge calciumconcentraties.
Er wordt gedacht dat de calciumactiviteit de proliferatie van radiale gliacellen bevordert en betrokken zou kunnen zijn bij radiale communicatie voordat synapsen in de hersenen aanwezig zijn. Bovendien suggereren recente bewijzen dat signalen uit de externe sensorische omgeving ook de proliferatie en neurale celdifferentiatie van radiale gliacellen kunnen beïnvloeden.
Aan het einde van de corticale ontwikkeling verliezen de meeste radiale gliacellen hun verbinding met de ventrikels en migreren naar het oppervlak van de hersenschors, waar de meeste bij zoogdieren astrocyten worden tijdens het proces van gliogenese.
Hoewel is gesuggereerd dat radiale gliacellen hoogstwaarschijnlijk oligodendrocyten voortbrengen, door de generatie van oligodendrocyte progenitor cells (OPC's), en OPC's kunnen worden gegenereerd uit radiale gliacellen in vitro, is er nog meer bewijs nodig om te concluderen of dit proces ook plaatsvindt in de zich ontwikkelende hersenen.
Onlangs zijn ook radiale gliacellen ontdekt die uitsluitend bovenste laag corticale neuronen genereren. Omdat de bovenste corticale lagen in de recente evolutie enorm zijn uitgebreid en worden geassocieerd met informatieverwerking en denken op hoger niveau, worden radiale gliacellen gezien als belangrijke bemiddelaars van de evolutie van de hersenen.

## Migratiepatroon
De best gekarakteriseerde en eerste algemeen geaccepteerde functie van radiale gliacellen is die waarlangs neuronale migratie in de cerebrale en kleine hersenen cortexen plaatsvindt. Deze functie kan eenvoudig worden gevisualiseerd met behulp van de elektronenmicroscoop of hoge-resolutie time-lapse microscopie, waardoor neuronen strak om radiale gliacellen heen gewikkeld kunnen worden gezien terwijl ze omhoog door de cortex gaan. Aanvullend bewijs suggereert dat veel neuronen zich tussen aangrenzende radiale gliavezels kunnen verplaatsen tijdens de migratie.
Hoewel exciterende neuronale migratie grotendeels radiaal is, is aangetoond dat remmende GABA-erge neuronen tangentiële migratie ondergaan. Tangentieel migrerende neuronen lijken ook contact te initiëren met radiale gliavezels in de zich ontwikkelende cortex van fretten, wat impliceert dat radiale gliacellen betrokken zijn bij beide vormen van migratie.
Aangezien radiale gliacellen laat in de ontwikkeling van het ruggenmerg lijken te differentiëren, vlak voor het begin van de gliogenese, is het onduidelijk of ze betrokken zijn bij neurogenese of bij de migratie.

## Compartering
Radiale gliacellen zijn ook betrokken bij het vormen van grenzen tussen verschillende axonale banen en witte stof gebieden van de hersenen.

## Müller gliacel
Müller gliacel zijn radiale gliacellen die aanwezig zijn in de zich ontwikkelende, evenals het volwassen, netvlies. Net als in de hersenschors, hebben Müller gliacellen lange uitlopers die de gehele breedte van het netvlies beslaan, van de basale cellaag tot de apicale laag. Echter, in tegenstelling tot corticale radiale gliacellen, verschijnen Müller gliacellen pas in het netvlies nadat de eerste rondes van neurogenese hebben plaatsgevonden. Onderzoeken suggereren dat Müller gliacellen kunnen dedifferentiëren in gemakkelijk delende neurale voorlopercellen als reactie op letsel.

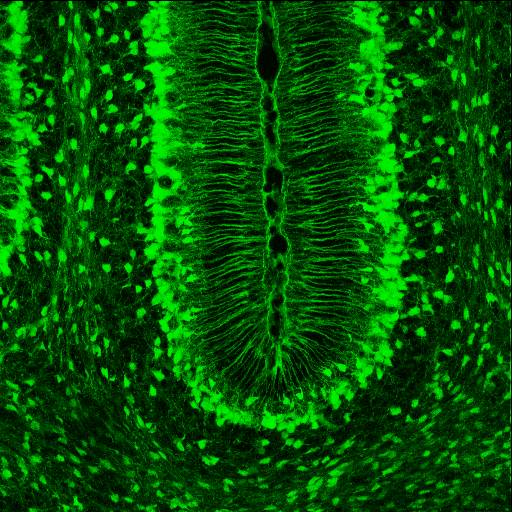
Slc1a3-gen tot expressie gebracht in de Bergmann gliacel van de kleine hersenen van een muisembryo van 7 dagen oud; sagittale doorsnedein Bergmann gliacel

De kenmerken die Müller gliacellen echt onderscheiden van radiale gliacellen in andere delen van de hersenen, is hun bezit van optische eigenschappen. Het grootste deel van het netvlies is eigenlijk grotendeels lichtverstrooiing, wat suggereert dat Müller gliacellen dienen als de belangrijkste vezel die verantwoordelijk is voor het doorgeven van licht aan de lichtgevoelige cellen in de achterkant van het netvlies. Eigenschappen die Müller gliacellen helpen deze functie te bereiken, zijn onder andere een beperkt aantal mitochondriën (die zeer lichtverstrooiend zijn), evenals een gespecialiseerde rangschikking van interne proteïnefilamenten.
Müller gliacellen zijn het overheersende type macrogliacel in het netvlies, dus ze nemen veel van de ondersteunende functies op zich die astrocyten en oligodendrocyten gewoonlijk in de rest van het centrale zenuwstelsel uitvoeren.

## Bergmann gliacel

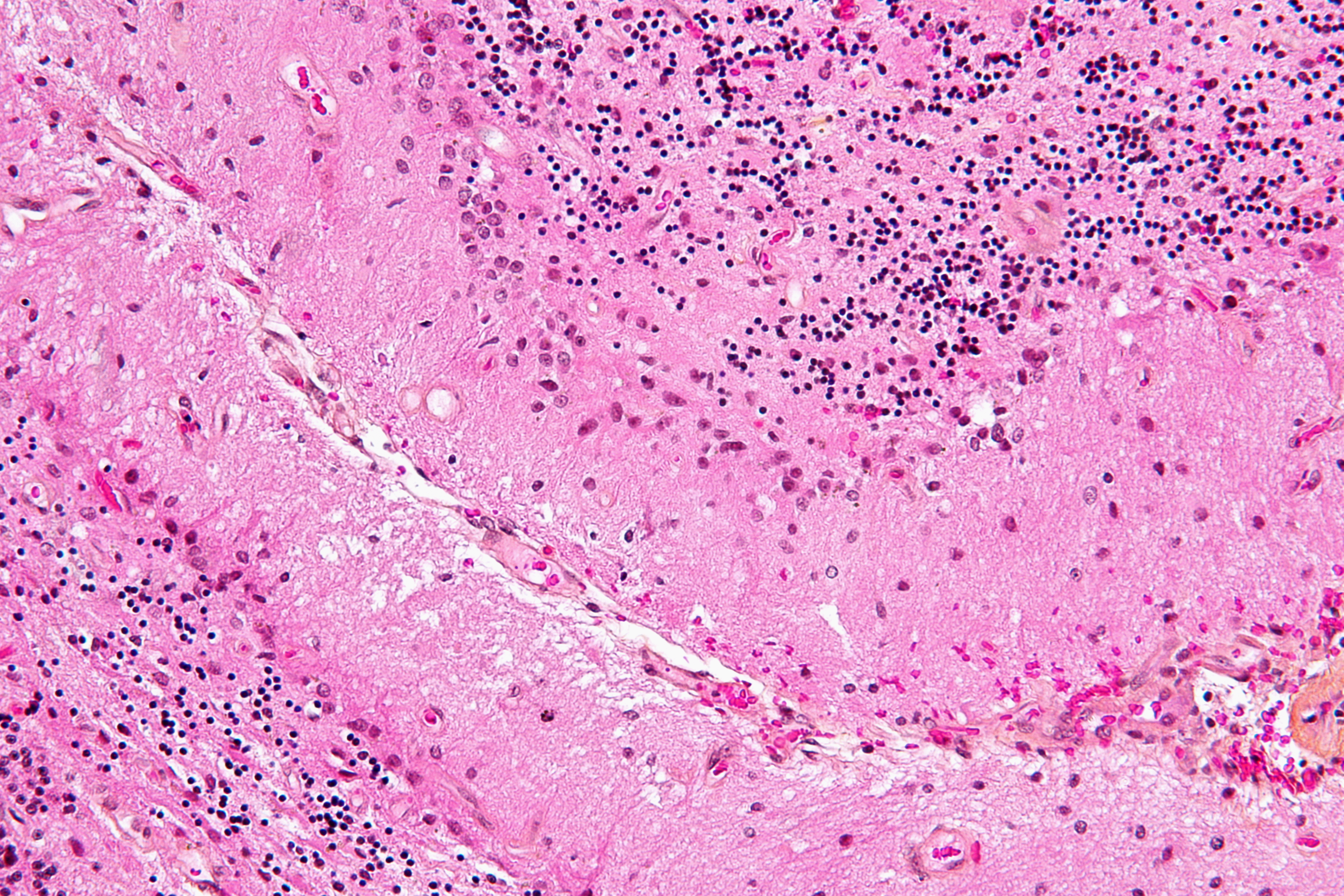
Microfoto waarop Bergmann gliose te zien is. H&E-kleuring.

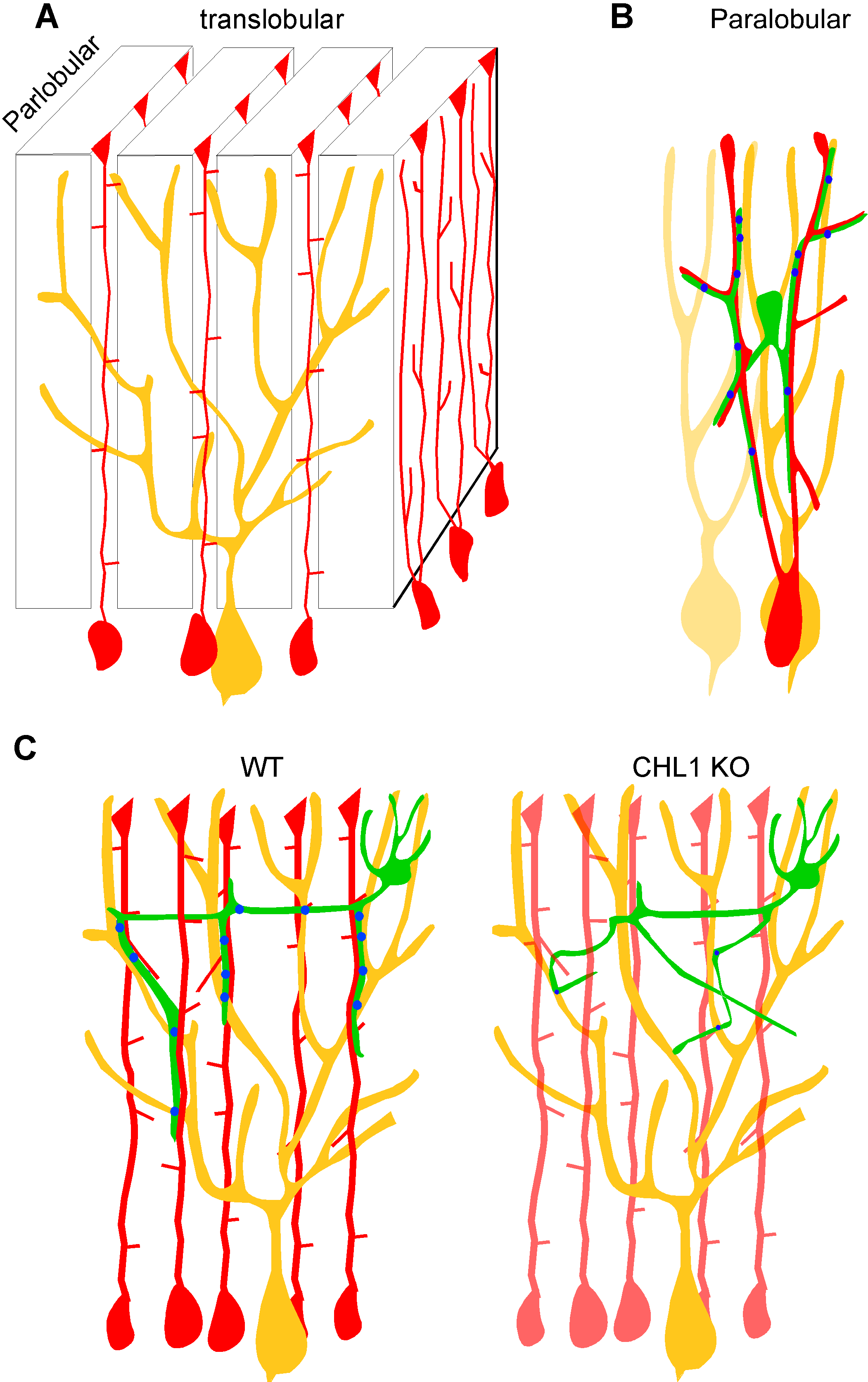
Schematische weergave van het Bergmann gliale vezel-bouwwerk (rood) en CHL1 (neural cell adhesion molecule L1-like protein) bij het leiden van stervormige axonen naar de innervatie van purkinjecel-dendrieten (geel)

Bergmann-gliacel (ook bekend als Bergman-gliacel, radiale gliacellen, Golgi-epitheelcellen of radiale astrocyten) zijn unipolaire astrocyten die zijn afgeleid van radiale gliacellen en nauw verbonden zijn met purkinjecellen in de schors van de kleine hersenen. Omdat Bergmann-gliacellen in de kleine hersenen lijken te blijven en veel van de rollen vervullen die kenmerkend zijn voor astrocyten, worden ze ook wel "gespecialiseerde astrocyten genoemd." Bergmann gliacellen hebben meerdere radiale uitlopers die zich uitstrekken over de moleculaire laag van de kleine hersenen en eindigen aan het oppervlak van het zachte hersenvlies als een bolvormige eindvoet. Bergmann gliacellen helpen bij de migratie van korrelcellen, door de kleine neuronen van de externe korrelcellaag naar de interne korrelcellaag te leiden langs hun uitgebreide radiale uitsteeksels. Naast hun rol in de vroege ontwikkeling van de kleine hersenen zijn Bergmann gliacellen ook nodig voor synaptische pruning. Na de dood van de purkinjecel als gevolg van een verwonding aan het centrale zenuwstelsel, ondergaan Bergmann gliacellen uitgebreide proliferatieve veranderingen om verloren of beschadigd weefsel te vervangen in een proces dat bekendstaat als gliose.

## Klinische betekenis
Aangezien radiale gliacellen dienen als de primaire neurale en gliale voorlopers in de hersenen en ook cruciaal zijn voor een goede neuronale migratie, kunnen defecten in de radiale gliale functie diepgaande effecten hebben op de ontwikkeling van het zenuwstelsel.
Mutaties in Lis1 of Nde1, essentiële eiwitten voor radiale gliale celdifferentiatie en stabilisatie, veroorzaken de bijbehorende neurologische ontwikkelingsziekten Lissencefalie en microlissencefalie (wat letterlijk vertaald “gladde hersenen” betekent). Microlissencefalie is een combinatie van lissencefalie met ernstige congenitale microcefalie. Patiënten met deze ziekten worden gekenmerkt door een gebrek aan corticale plooien (hersengroeven en hersenwindingen) en een verminderd hersenvolume. Extreme gevallen van lissencefalie leiden tot de dood enkele maanden na de geboorte, terwijl patiënten met mildere vormen van verstandelijke beperking, evenwichtsstoornissen", motorische en spraakgebreken en epilepsie kunnen ervaren.
De dood van neurale voorlopercellen is onlangs in verband gebracht met het door muggen overgebrachte Zikavirus.  Epidemiologisch bewijs wijst erop dat infectie van het embryo binnen de eerste twee trimesters van de zwangerschap mogelijk foetale geboorteafwijkingen en microcefalie kan veroorzaken, mogelijk als gevolg van de dood van voorlopercellen. Bovendien kunnen mutaties in microcefalie-geassocieerde genen die eiwitten zoals WDR62 coderen, leiden tot radiale gliale uitputting tijdens de ontwikkeling van de hersenen, wat uiteindelijk leidt tot een kleinere hersengrootte en mentale beperkingen. 

## Geschiedenis
Camillo Golgi beschreef in 1885 voor het eerst radiaal georiënteerde cellen die zich uitstrekten van het centrale kanaal tot het buitenste oppervlak van het embryonale ruggenmerg van een kuiken, met behulp van zijn zilverkleuringstechniek met zilverchromaat (later de Golgikleuring genoemd).
Met behulp van de Golgikleuring bestudeerde Giuseppe Magini (Torrita di Siena, 30 juli 1851 – Rome, 21 februari 1916, een Italiaanse arts. Professor histologie aan de Universiteit van Rome vervolgens in 1888 de hersenschors van zoogdierfoetussen, waarbij hij de vergelijkbare aanwezigheid van langwerpige radiale cellen in de cortex bevestigde (ook beschreven door Kölliker net voor hem), en observeerde hij "verschillende varicosities of zwellingen" op de radiale vezels. Varicosities zijn neuro-effectorverbindingen gebleken waar een motorneuron een neurotransmitter vrijgeeft om een doelcel (niet-neuronale cel) te beïnvloeden. Geïntrigeerd observeerde Magini ook dat de grootte en het aantal van deze varicosities later in de ontwikkeling toenamen en afwezig waren in het volwassen zenuwstelsel. Op basis van deze bevindingen stelde Magini vervolgens de hypothese op dat deze varicosities zich ontwikkelende neuronen zouden kunnen zijn. Met behulp van een combinatie van Golgikleuring en hematoxyline-kleuringsmethode kon Magini deze varicosities identificeren als cellen, waarvan sommige nauw verbonden waren met de radiale vezels.
Aanvullende vroege werken die belangrijk waren bij het verhelderen van de identiteit en functie van radiale gliacellen werden voltooid door Ramón y Cajal, die als eerste voorstelde dat de radiale cellen een type gliacel waren vanwege hun overeenkomsten met astrocyten; en Wilhelm His Sr., die ook het idee opperde dat groeiende axonen radiale cellen kunnen gebruiken voor oriëntatie en begeleiding tijdens de ontwikkeling.
Ondanks de aanvankelijke periode van interesse in radiale gliacellen werd er weinig aanvullende informatie over deze cellen verkregen totdat de elektronenmicroscopie en immuunhistochemie ongeveer 60 jaar later beschikbaar kwamen.
Een neuro-effectorverbinding is een plek waar een motorneuron een neurotransmitter vrijgeeft om een doelcel (niet-neuronale cel) te beïnvloeden.